# Вашандарой
Ва́шандарой, ва́шиндарой, ва́штарой или ва́штархой — чеченский тайп, относящийся к тукхуму Шатой. Входит в число коренных чеченских тайпов, является крупнейшим тайпом, входящим в тукхум Шатой. Исторически имеют ареал в Шатойском районе.

## Общие сведения

### Первые упоминания
Тайп, а точнее родовое селение Вашендарой, упоминается как «Шандаров кабак» — село Вашандарой в русских документах XVI—XVII вв..

### Состав
Тайп делится на следующие гары и некъе:
- Арскъи некъе (J2а) (Арсанукаевы);
- Аспи некъе (L1а2) (Абдулаевы, Абдулхаджиевы, Абдурзаковы, Абубакаровы, Асуевы, Ахмадовы, Гехаевы, Гишляркаевы, Дагаевы, Дашаевы, Дикаевы, Идрисовы, Ирисхановы, Магомадовы, Магомадовы, Мунаевы, Мушаевы, Палтаевы, Расуевы, Татаевы, Тунтаевы, Шоиповы)[11];
- Аьстмари некъе (L1а2) (Ахматовы, Куркаевы, Магомадовы, Махматхановы, Табуркаевы, Шатуевы)[12];
- Ахьмуткъи некъе (?) (Абубакаровы, Ибаевы, Идиговы, Мусиповы, Сахилаевы)[13];
- Байгири некъе (L1а2) (Абдуллаевы, Мекиевы, Расуевы, Синбариговы)[14];
- Жамсаг гар (G2a1)[15];
  - Бети некъе (Абубакаровы, Гишлакаевы, Данаевы, Джанхотовы, Исаевы, Истамуловы, Касумовы, Келоевы, Салажиевы, Сусаевы, Тесаевы, Умаровы, Хасаровы, Шахгириевы);
  - Буйни некъе (Бициевы, Болатбаевы, Закриевы, Лалаевы, Сапарбаевы, Тазабаевы, Улубаевы, Хамзатовы, Чагаевы, Эзербаевы, Яндарбаевы);
  - Пижи некъе (Башировы, Бибаевы, Джамалдиновы, Дикаевы, Насухановы, Тайсумовы, Умиевы, Хамзатовы, Юнусовы);
  - Теуси некъе (Арсанукаевы, Габаевы, Дадаевы, Ибрагимовы, Сугаиповы);
  - Ӏанди некъе (Акаевы, Ахметхановы, Байбураевы, Бандаевы, Батаевы, Джанчураевы, Исаевы, Мусаевы, Симаевы, Сулеймановы, Юнусовы, Юсуповы).
- Къойсам некъе (J2a) (Айдамировы, Саралиевы)[16];
- Маӏаш некъе (J2a) (Гасаевы, Дудаевы, Эльмурзаевы)[17];
- Мески некъе (J2a) (Абазовы, Абакаевы, Ахматовы, Вахариговы, Вацаевы, Демельхановы, Дидиговы, Захираевы, Зулгаевы, Ибаевы, Нальбиевы, Сайпуллаевы, Сулемановы, Сулиповы, Такаевы, Шабазовы, Эскирхановы, Юнусовы (Тимаровы, Оздаевы)[18];
- Мохьмш некъе (L1а2) (Алаудиновы, Асхабовы, Дугуровы, Идаловы, Магомерзаевы, Эльмурзаевы)[19];
- Мусости некъе (L1а2) (Арсабековы, Багиевы, Висангериевы, Джабраиловы, Имакаевы, Магомадовы, Садаевы, Садулаевы, Сайдалиевы, Сайдулаевы, Чагаевы, Чадаевы)[20];
- МерӀуьргаш некъе (L1а2) (Абдулхамидовы, Альтамировы (Умаровы, Усмановы), Амчиевы, Арсанукаевы, Ахъядовы, Багиевы, Дамазовы, Дудаевы, Закраиловы, Ибрагимовы, Ильясовы, Ислангириевы, Исраиловы, Матаевы, Мусаевы, Расаевы, Такаевы, Ташаевы, Хайтаевы, Цамаевы, Тунтаевы, Эдиговы, Юкаевы (Якаевы), Юсуповы, Ясаевы, Ясуевы)[21];
- МӀамиг гар (G2a1)[22];
  - Баймарзи некъе (Абдулазимовы, Абубакаровы, Ахтаевы, Газимагомадовы, Дадаевы, Дадаевы, Музаевы, Сардаловы, Сулеймановы, Шабазовы, Шаиповы, Шамилевы, Шаукаловы, Шуаиповы, Шугаиповы);
  - Вени некъе (Баштаевы, Гайсултановы, Индарбаевы, Исаевы, Исмаиловы, Истамуловы, Саидовы, Сапаевы, Сатабаевы, Чамаевы, Шамсадовы, Янгулбаевы, Яндарбаевы);
  - ГӀези некъе (Автурхановы, Алиевы, Ахмадовы, Ахматхановы, Банаевы, Визировы, Гайтукаевы, Дацаевы, Камаевы, Магамадовы, Мурадовы, Садулаевы, Сайдулаевы, Хубаевы, Шамсадовы, Эдиловы).
- Одам гар (G2a1)[23];
  - Акхи некъе (Алихаджиевы, Мисирбаевы, Митаевы, Наурбиевы);
  - Даки некъе (Дакаевы, Ибрагимовы, Пайзулаевы);
  - Элмарз некъе (Элимбаевы).
  - Ӏамийн некъе (Гишлакаевы, Музаевы, Эсембаевы);
  - Ӏарболат некъе (Бурсаговы, Сулеймановы, Темуркаевы, Шамаевы);
  - Іели некъе (Гайсултановы, Имаевы, Исмаиловы, Исраиловы, Магомадовы (Мандриевы));
- Отмаз некъе (L1а2) (Демелхановы, Мухьаммад-Iали тӏаьхье (Урдуне), Мухьаммад-Нур тӏаьхье (Урдуне))[24];
- Таймаз некъе (L1а2) (Магомадовы, Таймазовы)[25];
- Улси гар (L1а2)[26];
  - Айти некъе (Акаевы, Амхадовы, Анзоровы, Бегечевы, Дадаевы, Дадаровы, Заурбековы, Макаевы, Матаевы, Мусаевы, Такаевы, Тесаевы, Токаевы, Ясуевы);
  - Джансакъ некъе (Абдулкадыровы, Абдурзуковы, Ахмадовы, Якубовы);
  - ГIанболт некъе (Адсаламовы, Бакашевы, Балаевы (Ибрагимовы), Дедишовы, Дункаевы, Закраиловы);
  - Мацӏар некъе (Асланбековы, Мацаровы, Салтаевы, Якубовы);
  - Мачкъи некъе (Айбуевы, Бурсаговы, Мачукаевы, Саидовы);
  - Іухш некъе (Асмалатовы, Астаевы, Габазов, Далдаевы, Закриевы, Нунаевы, Пираевы, Турсунаевы).
- ЦIучи некъе (R1b) (Алиевы, Кандазовы);
- Чаборз гар (J2a)[27];
  - Ганчи некъе (Ахмадовы, Бубаевы, Гончаевы, Закриевы);
  - Мади некъе (Анаевы, Хамсаевы, Цугаевы);
  - Незир некъе (Атабаевы, Инаркаевы, Матиевы, Махмадовы, Самбиевы);
  - Хаси некъе (Мальсаговы, Мусаевы, Хасаевы);
  - Чимки некъе (Абазовы, Айдаевы, Арсхановы, Асадовы, Ацаевы, Бараевы, Вараевы, Гайтаровы, Гудаевы, Дакаевы, Джунаидовы, Кагировы, Кантаевы, Межиевы, Осмаевы, Сайдулаевы, Сосланбековы, Цалаевы, Эльдаевы, Юнусовы);
  - ? — Джеирхановы, Межидовы, Муртазовы;
  - ? — Асхабовы, Матаевы;
  - ? — Бериевы, Генаевы, Закаевы, Магомадовы.
- Чиммирз гар (J1a)[28];
  - Моки некъе (Авхадовы, Вахидовы, Даудавы, Довдаевы);
  - Чолти некъе (Алиевы, Амхатовы, Дачаевы, Джацаевы).
- Чоти некъе (L1а2) (Чатаевы)[29];
- ШоӀип некъе (L1а2) (Батуевы, Межиевы, Мехтиевы, Сергановы, Чораевы, Шаиповы)[30].

### Расселение
Исторически тайп расселён в Шатойском районе Чечни вблизь родовых гор: Бандук (чеч. БIéн-дýкъ, Ваштаройн(Вашандаройн)-лам), Дуйтин-лам (чеч. Ду́ьйтин-ла́м), Даргендук (чеч. Дáьргӏин-дýкъ), Истыкорт (чеч. Исти корт), Йиъ пхан корт (чеч. Йиъ пхьан корт), Согур-лам (чеч. Сóгӏур-лáм), Мескен-дук (чеч. Ме́скен-ду́къ), Халкин-дук (чеч. Хьа́лкин-ду́къ) и другие. Родовые села: Вашендарой (чеч. Ва́шандара), Улус-Керт (чеч. Улу́с-Керт, У́лси-Керт), Дачу-Борзой (чеч. До́ча-Бо́рзе), Высокогорное (чеч. Хьа́лкин), Ярышмарды (чеч. Я́ьрш-Ма́ьрд), Горгачи (чеч. Го́ргач), Зоны (чеч. Зо́нах) и Дуба-Юрт (чеч. Ду́бин-эвл).
Вашендарой:
- Жамсаг гар (G2a1):
  - Бети некъе (Абубакаровы, Гишлакаевы, Данаевы, Джанхотовы, Касумовы, Умаровы, Шахгириевы);
  - Буйни некъе (Болатбаевы, Закриевы Сапарбаевы, Чагаевы,);
  - Теуси некъе (Арсанукаевы, Габаевы, Дадаевы, Ибрагимовы, Сугаиповы).
  - Ӏанди некъе (Акаевы, Ахметхановы, Байбураевы, Бандаевы, Батаевы, Джанчураевы, Мусаевы, Симаевы,Сулеймановы).
- МӀамиг гар (G2a1):
  - Баймарзи некъе (Абдулазимовы, Абубакаровы, Ахтаевы, Газимагомадовы, Дадаевы, Дадаевы, Музаевы, Сардаловы, Сулеймановы, Шабазовы, Шаиповы, Шамилевы, Шаукаловы, Шуаиповы, Шугаиповы);
  - Вени некъе (Гайсултановы, Индарбаевы, Сапаевы, Сатабаевы, Янгулбаевы, Яндарбаевы);
  - ГӀези некъе (Автурхановы, Визировы, Гайтукаевы, Магамадовы, Садулаевы, Сайдулаевы, Шамсадовы, Эдиловы).
- Одам гар (G2a1):
  - Акхи некъе (Мисирбиевы, Митаевы);
  - Ӏамийн некъе (Гишлакаевы, Музаевы, Эсембаевы);
  - Ӏарболат некъе (Бурсаговы, Сулеймановы, Темуркаевы, Шамаевы).

Высокогорное:
- МӀамиг гар (G2a1):
  - ГӀези некъе (Автурхановы, Гайтукаевы, Садулаевы, Сайдулаевы, Сардаловы, Шамсадовы, Эдиловы, Янгулбаевы (Янгурбаевы)).
- Жамсаг гар (G2a1):
  - Іанди некъе (Ахметхановы, Байбураевы, Джанчураевы).
- ЦIучи некъе (R1b) (Алиевы, Кандазовы).

Горгачи:
- Жамсаг гар (G2a1):
  - Бети некъе (Исаевы,Истамуловы,Салажиевы,Сусаевы,Тесаевы).

Дачу-Борзой:
- Аспи некъе (L1а2) (Абдулхаджиевы, Абубакаровы, Асуевы, Ахмадовы, Дагаевы, Магомадовы, Мушаевы);
- Мески некъе (J2a) (Абазовы, Абакаевы, Асхабовы, Ахматовы, Вахариговы, Демельханов, Дидиговы, Захираевы, Зулгаевы, Матаевы, Нальбиевы, Сулемановы, Сулиповы, Такаевы, Шабазовы, Эскирхановы, Юнусовы);
- Мохьмш некъе (L1а2) (Алаудиновы, Асхабовы, Дугуровы, Идаловы, Магомерзаевы, Эльмурзаевы);
- МерӀуьргаш некъе (L1а2) (Абдулхамидовы, Альтамировы, Амчиевы, Арсанукаевы, Ахъядовы, Багиевы, Дамазовы, Дудаевы, Закраиловы, Ибрагимовы, Ислангериевы, Исраиловы, Матаевы, Мусаевы. Такаевы, Ташаевы, Тунтаевы, Хайтаевы, Цамаевы, Эдиговы, Юкаевы (Якаевы), Юсуповы, Ясадовы).
- Улси гар (L1а2):
  - Мацӏар некъе (Асмалатовы, Астаевы, Габазовы, Далдаевы, Закриевы, Нунаевы, Пираевы, Турсунаевы).
- Чаборз гар (J2a);
  - Хаси некъе (Мальсаговы, Мусаевы, Хасаевы);
  - Чимки некъе (Генаевы, Закаевы, Осмаевы, Цалаевы).
- ШоӀип некъе (L1а2) (Батуевы, Межиевы, Мехтиевы, Сергановы, Чораевы, Шаиповы,).

Дуба-Юрт:
- Чаборз гар (J2a):
  - Чимки некъе (Арсхановы, Асадовы, Ацаевы, Бараевы,Вараевы, Гайтаровы, Дакаевы, Джунаидовы, Кагировы, Кантаевы, Межиевы, Осмаевы, Юнусовы).
- Согӏур гар (L1а2):
  - Айти некъе (Анзоровы, Бегечевы, Дадаевы, Дадаровы, Заурбековы, Такаевы, Тесаевы, Ясуевы).

Зоны:
- МӀамиг гар (G2a1):
  - Вени некъе (Исаевы, Исмаиловы, Истамуловы, Саидовы, Чамаевы, Шамсадовы);
  - ГӀези некъе (Ахмадовы, Банаевы).
- Жамсаг гар (G2a1):
  - Бети некъе (Хасаровы);
  - Буйни некъе (Закриевы, Лалаевы, Тазабаевы, Улубаевы, Хамзатовы, Эзербаевы, Яндарбаевы);
  - Іанди некъе (Исаевы, Сулеймановы, Юнусовы, Юсуповы).
- Одам гар (G2a1):
  - Акхи некъе (Алихаджиевы, Наурбиевы).

Улус-Керт:
- Аспи некъе (L1а2) (Гехаевы, Ирисхановы, Мунаевы, Расуевы);
- Улси гар (L1а2):
  - Айти некъе (Акаевы, Макаевы, Матаевы (Амхадовы), Мусаевы, Токаевы);
  - Мацӏар некъе (Асланбековы, Мацаровы, Салтаевы, Якубовы);
  - МӀачкъи некъе (Айбуевы, Бурсаговы, Мачукаевы, Саидовы);
- Мусости некъе (L1а2) (Арсабековы, Багиевы, Висангериевы, Джабраиловы, Имакаевы, Магомадовы, Садаевы, Садулаевы, Сайдалиевы, Сайдулаевы).
- МерӀуьргаш некъе (L1а2) (Ахмадовы, Дамазовы, Расаевы, Ясуевы);
- Чаборз гар (J2a);
  - Чимки некъе (Абазовы, Бериевы, Магомадовы, Орсахановы).

Ярышмарды:
- Мески некъе (J2a) (Вацаевы, Ибаевы, Сайпуллаевы).

Помимо собственно тайповых селений, зафиксированы представители тайпа в следующих населённых пунктах: Алхазурово, Старые Атаги, Ачхой-Мартан, Герменчук, Гехи, Гойты, Грозный, Ишхой-Юрт, Кулары, Надтеречное, Наурская, Рошни-Чу, Урус-Мартан, Шали, Шатой и т. д.
В период Кавказской войны большинство вашандаройских селений было сожжено и уничтожено русскими войсками, особенно в ходе начавшегося в начале 1858 г. наступления русских войск вверх по Аргунскому ущелью: Дуйтан (чеч. Ду́ьйтан), Исмайли-Юрт (чеч. Исма́йли-юрт), Зазарган (чеч. Зáзаргӏане), Шера-Хоте (чеч. Ше́ра-Хо́те), Вошдирчи (чеч. Во́шдирчи), Вашдар-Чу (чеч. Ва́шдар-Чу́), Мурци-аул (чеч. Му́рци-эвл), Ваштар-эхк (чеч. Ва́шдар-эхк), Чолхан-эхк (чеч. Чо́лхан-эхк), Чолхан-Чу Верхний (чеч. Лакхар Чо́лхан-Чу́), Чолхан-Чу Нижний (чеч. Лахьар Чо́лхан-Чу́), Щом (чеч. ЦIýом), Тохи-Чу (чеч. То́ьхьи-Чу́) и другие.
Представители тайпа проживают также и за родиной, в частности в Германии, Казахстане, Франции, Норвегии, Бельгии.

## В истории

### Поход шамхала Чопана сына Али-бека на Шубут
В 1578 году казикумухский шамхал Чопан сын Али-бека в рамках своего «Черкесского похода» через Ансалты и ущелье Шаро-Аргуна, далее — через Хал-Келой и Сатты вторгся в Шатой, осаждал цогунинские сторожевые башни (ныне существует лишь одна башня), явился в Варандой, а оттуда, намереваясь напасть на Шатили, двинулся вверх по Аргунскому ущелью, однако был остановлен в Ушкалое в районе расположения нынешних башен-близнецов, где прежде стоял каменный и деревянный, перекидной, мост, через который им не удалось пройти. Здесь, у подножия горы Сели-лам, враг был вынужден развернуться обратно в Варанды, а уже оттуда двинуться на север в сторону Малых Варандов и близлежащего хребта Мескен-дук. Часть войск газиев подошла к Зонаху, однако не решилась напасть, опасаясь, по-видимому, обстрела с высоты укрепления Нижнего Чолхан-Чу на хребте Бандука (прямо над Зонахом. Случилось также сражение у Варандоя. Согласно содержанию источника, газии потерпели поражение и были разбиты, после чего Амирсултан — сын Байара, сына Сурака, при поддержке ополчения, собранного от Арштов до Дидои, освободил Хунзах, занятый газиями, вернув себе трон нуцалов
Вашандаройцам, которые защитили нуцала, Амирсултана бин Байра, оградив его от газиев, впоследствии нуцал в благодарность подарил нынешний Риквани, куда переселилась часть вашандаройцев: оттуда они перешли через Гумбет в Салатавию, где на берегу речки Сала построили одноименное поселение Сала-юрт, по имени которого и стали именоваться Салой, или Сала. Часть их отсюда переселилась в Чир-юрт, где в конце XVI — начале XVII века они поддержали Султан-Мута — обделенного сына Чопан-шамхала, который враждовал с остальными братьями.
Особо отличился Мохцур — вашандаройский предводитель, который поднял свой отряд на хребет Бандук (чеч. БIéн-дýкъ), и ударил по противнику. Врагов «собирали, и тут же хоронили». О личности Мохсура или Мохцура, пишет А. С. Сулейманов. В частности, он сообщает, что Мохцур во главе своего войска взобрался со своим войском на самый гребень хребта Бандук (о котором было сказано, что село Зонах расположено у его западного подножия), чтобы напасть на противника, расположившегося в Аргунском ущелье.

### В русских источниках
Вашандаройцы («Шандаров кабак», то есть «[Ва]шандаров поселение») были в числе первых чеченских обществ (тайпов), с которыми русские установили контакт еще в 1647 году. «Государевы непослушники горские землицы кабаков… Вашандаровых» упоминаются в русском документе от 1653 года. Как видим, уже к сер. XVII в. вашандаройцы основали целый ряд населённых пунктов, поскольку селения «государевых непослушников» упомянуты во множественном числе — «кабаки Вашандаровы». А «непослушниками» они, вероятно, названы вследствие их участия в нападении на Сунженский острог в период русско-персидского военного конфликта 1651—1653 гг. В период Кавказской войны большинство вашандаройских селений было сожжено и уничтожено русскими войсками, особенно в ходе начавшегося в начале 1858 года наступления русских войск вверх по Аргунскому ущелью. В это время были заложены укрепления Аргунское и Шатоевское, редут Зонах и другие укрепления.
Н. Волконский в своей книге описывает столкновения царских войск с селениями вашандароевцев, эти столкновения сопровождались перестрелками где погибали и те и другие, в этих селениях оказывали сопротивление. Также Волконский пишет о том что при подходе царских войск горцы оставили Дутен и Измаил-Юрт сосредоточившись в Улус-Керты, так как аул Улус-Керты был более удобен для горцев чтобы вести бой, после захвата Улус-Керты горцы продолжали беспокоить солдат: «Наконец стало тихо, и генерал Евдокимов, проезжая среди пылавших саклей Улус-Керты — представьте себе! — даже улыбнулся. Хотя горцы, как нам было известно, удалились в ущелье реки Баса и несколько дней оставались там в совершенном бездействии, но, подкрепленные Шамилем, который им наслал несколько своих наибов, отдохнув от последнего поражения, опять начали нас беспокоить. В виду этого полковнику Алтухову приказано было придвинуться к Измаил-Юрту, чтобы прикрыть собою главный отряд. Лишь только колонна его снялась с позиции, откуда ни возьмись, явилась половина отряда Кази-Магомы, заняв высоты, окружавшие Измаил-Юрт. Но это, конечно, не помешало наступавшей колонне повторить маневр первого батальона навагинского полка, который на этот раз был исполнен тенгинцами. Две стрелковые роты тенгинского полка в полчаса сбили неприятеля со всех пунктов, без всякого для себя урона».

## Топонимы
- Вашандара[51] — река в республике Чечня, правый приток Шароаргун, берёт начало на северных склонах хребта Нуй-дук.
- Вашиндарой[43][51] — чеченское селение, расположенное в Шатойском районе республики.
- Вашандара-хий[52] — речка в Джейрахском районе Ингушетии, левый приток Гийр-хий, течет с запада на восток.
- Ваштар[43][51] — река в республике Чечня; правый приток Шароаргун; берёт начало на северных склонах горы Барзиарлам (2214м); впадает в р. Шароаргун ниже селения Улус-Керт. Название реки, вероятно, дано жителями Улус-Керта в память о своем селении Вашандарой, откуда они переселились.
- Вашандаройн юкъ[43] — родовой квартал в селении Гойты
- Ваштар чоь, Вашандар[43] — топонимы на территории села Улус-Керт

## Известные представители
Известные представители тайпа

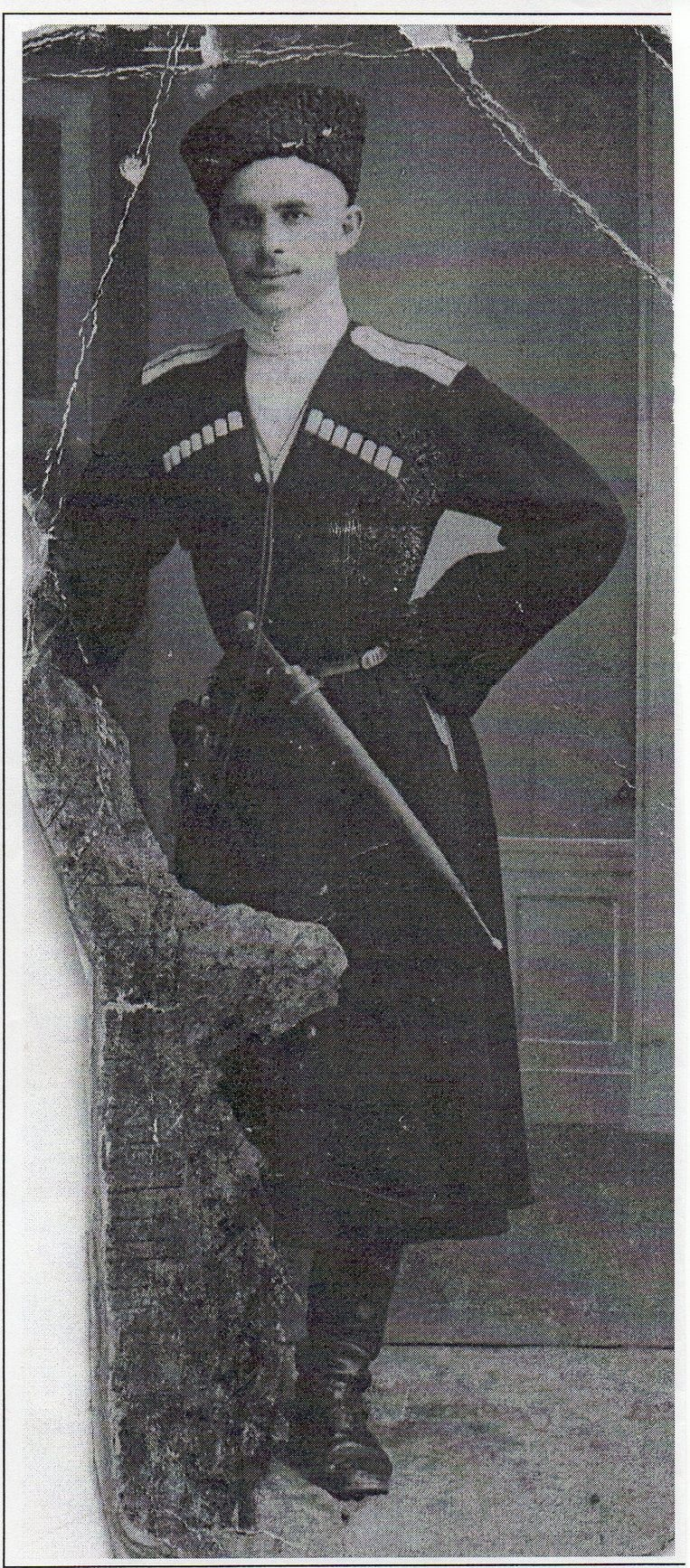
Абдулкадыров Хасан Зубайраевич — уроженец Старых Атагов, участник Первой мировой войны 1914—1918 гг.

1. Абдулкадыров Хасан Зубайраевич — уроженец Старых Атагов, участник Первой мировой войны 1914—1918 гг. Хасан Зубайраевич Абдулкадыров, служивший в знаменитой «Дикой дивизии» приказом армиям Юго-Западного фронта за № 616 в 1917 году «мл. урядник из вольноопределяющихся Чеченского конного полка Хасан Абдулкадыров, за отличия в делах против неприятеля, произведен в прапорщики»[54]. Впоследствии он стал организатором и первым председателем Чечсоюза (впоследствии — Роспотребсоюз). Коллегией ОГПУ 16.10.1933 г. приговорен к расстрелу с заменой на 10 лет исправительно-трудовых лагерей. Отбывал наказание в Соловецкой тюрьме. На Соловках Х. З. Абдулкадыров вместе с А. Саневым из с. Мескеты сидели в одном бараке с известным русским философом П. А. Флоренским, о которых он упоминает в одном из своих писем, что в числе его приятелей, которые ему симпатизируют, два чеченца. Х. З. Абдулкадыров был расстрелян в одну ночь с П. А. Флоренским[55]. Особой тройкой УНКВД ЛО 25.11.1937 г. приговорен по ст. 58-2-11 УК РСФСР к высшей мере наказания. Расстрелян в г. Ленинград 8.12.1937 г.[56][57].
2. Абдурзаков Усман — уроженец села Гойты, участник Первой мировой войны[58].
3. Арсанукаев Андарбек — воспитанник спортивного клуба Эдельвейс, является Чемпионом России и Европы по дзюдо[59].
4. Аухадов Апти Хамзатович — российский тяжелоатлет, чемпион России, Европы и мира, победитель Универсиады в Казани. Заслуженный мастер спорта России[60].
5. Ахмадов (Ганчаев) Тавус Махмудович — сын доблестного вашандароевца Ахмадова (Ганчаева) Махмуда из села Гойты, известного как один из возглавивших восстание чеченцев во время депортации, против набегов криминальных элементов в городе Лениногорск Усть-Каменогорского района[61]. В 1980 году стал выпускником очного отделения ГНИ им. Милионщикова по специальности «бурение нефтяных и газовых скважин». С 1980 по 1990 год работал буровым мастером в ПО «Мангышлакнефть». На время трудовой деятельности по специальности приобрел следующие награды и премии: — лучший буровой мастер СССР — отличник нефтяной и газовой промышленности СССР — премия ЦК КПСС — премия СМ СССР — премия ВЦСМС — премия ЦК ВЛКСМ — медаль «Знак почета» 1986 год — орден «трудовой славы» — Заслуженный нефтяник СССР — Президентская награда Казахстана, за активное участие в работе Вайнахского центра С 1990 по 1995 г. Направлен на загранкомандировку во Вьетнам и Малайзию, по направлению морское бурение и добыча нефти. С 1995 по 2016 г. Основатель и генеральный директор нефтедобывающего предприятия в Казахстане. С 2016 года на пенсии[62].
6. Ахмадов Махмуд — один из возглавивших восстание чеченцев во время депортации, против набегов криминальных элементов в городе Лениногорск Усть-Каменогорского района. Махмуда Ахмадова отправили в Нижний Тагил в один из самых страшных лагерей, где редко кто выживал. Ума, также был человек грамотный. Он писал в Москву письма, доказывая, что чеченцы были вынуждены действовать так в целях самообороны, и другого выхода не было. Благодаря хлопотам Умы, одного из предводителей восстания, а также друга Махмуда, через три года Махмуда освободили. А сам Ума просидел в этих жутких лагерях вплоть до 1953 года[61].
7. Ахтаев Увайс — известный баскетболист 50х-х годов 20 века, рост 236 см. Никаких званий не завоевал (Потому, что был депортированным спецпереселенцем): Увайса Ахтаева запретили брать в сборную Советского Союза, только потому, что он являлся представителем депортированного народа. Для решения «национального вопроса» он даже был вызван в кабинет наркома Лаврентия Берия. Поскольку игровые качества и физические данные давали ему все основания стать звездой мирового уровня. Наркома Лаврентий Берия предлагаю принять другую фамилию и другую национальность, но Ахтаев не отказался ни от своей фамилии, ни от своей национальности[63][64].
8. Ацаев Магомед-Эмин Ибрагимович — участник в олимпиадах, дистанционных конкурсов[65].
9. Ацаев Сайхан Русланович — чемпион Франции по боксу[66].
10. Бахарчиев Исмаил мулла — праведник, богослов, ученый. Убит НКВД в 1937 г[67].
11. Башировы из Старых Атагов родом которые были из высокогорного аула Вашендарой (Шатойский район). Предпочтение мастера отдавали кинжалам и шашкам. Клиентами Башировых являлись состоятельные заказчики, в частности, Чермоевы, Алиевы, Мациевы. Башир изготовлял клинки сабель, шашек и кинжалов. Он имел большую известность и славу. Его сын Баттак также слыл хорошим оружейником. Сыновья Баттака Бекир и Исмаил являлись одаренными мастерами. Бекир Баширов в 1936 году был репрессирован. Ремесло оружейника и дружба с Чермоевыми послужили причиной его ареста и гибели. Бекир Баширов в 1917 году подарил шашку политическому и общественному деятелю Чечни Абдул-Меджиду (Тапе) Чермоеву с дарственной надписью: «Дорогому А. М. Чермоеву от Баширова. 1917, с. Ст. Атаги»[68]. Ремесло оружейника и дружба с А.-М. А. Чермоевым и послужили причиной ареста и гибели Бакара. Клейма Башировых установить не удалось. По свидетельству старожилов аула, Бакар и его брат Исмаил на клинки наносили зачастую свои имена. После гибели Бакара Баширова ремесло своего отца продолжила его старшая дочь Марьям. Вплоть до Депортации 1944 г. она занималась изготовлением холодного оружия[69].
12. Балаев Лечи Усманович — уроженец села Старые Атаги Грозненского района ЧИАССР. Более 30 лет он проработал в ПМК-209 (передвижная механизированная колонна) треста «Связьстрой-2» Всероссийского объединения «Россвязьстрой» Министерства связи СССР[70].
13. Батаев Ахьмад Селимович — служил в РККА с 1940—1944, участник Второй мировой войны. В 1944 демобилизован[71].
14. Гайсултанов Сайд-Али хаджи — известный богослов, ученый, занимал должности наиба муфтия и муфтия в 1991—1992 гг. Сайд-али хаджи был известнейшим и авторитетным богословом во всей республике, все, кто был знаком с ним отзываются о нем как о человеке принципиальном, справедливом, прямом, искреннем, честном и неподкупном[72].
15. Ганчаев Хамзат Юнаевич — уроженец села Гойты. Был так же избран односельчанами главой совета старейшин села Гойты в 1995 году. В обе военные компании в республике, Ганчаев Хамзат первым выступил с инициативой переговорщика со стороны гражданского населения села Гойты к командованию федеральными войсками, которые подошли к его родовому селу Гойты. Он добился успеха в переговорах между федеральными войсками и мирным населением района и села гойты. Во времена обе военные компании в республике, им были спасены, сотни невинных молодых людей, от незаконного плена военнослужащими, задержанными во время так называемых «зачисток». Он был первым, кто сформировал народное ополчение в республике, целью которой было предотвращение каким либо незаконным действиям с обеих сторон на территории села. Ополчение под его умелым руководством отстояло мирное небо над головой села в обе военные компании в республике. Созданное им народное ополчение стало образцом мирного разрешения политического кризиса в масштабе села и даже в республике в целом. 11 марта 2002 года Ганчаев Хамзат Юнаевич был подло убит выстрелом в спину неизвестными лицами. Центральная улица села Гойты была в этом же году переименована в честь Хамзата, достойного сына чеченского народа, в улицу им. Ганчаева Х. Ю[73].
16. Гехаев Амирхан Алхазурович — уроженец села Улус-Керт. Окончил Санкт — Петербургский университет МВД России, работает в должности начальника ОУУП и ПДН ОМВД по Шатоевскому району[74].
17. Гехаев Ахмуд Алхазурович — уроженец села Улус-Керт. Племянник Бадруддина и Ильмудди, работал в управлении Россельхознадзора по ЧР, начальником ТОМ по Шатойскому РОВД, в последние годы занимает пост главы администрации Улус-Кертского сельского поселения[74].
18. Гехаев Бадруди Абдул-Халимович — уроженец села Улус-Керт. Окончил с отличием лесотехнический техником в Северной Осетии. С отличием окончил лесохозяйственный факультет Ленинградской лесотехнической Академии им. С. М. Кирова (г. Санкт-Петербург), по специальности «озеленитель», будучи единственным в истории Академии не «русским» получивший данную специальность. В настоящее время работает в Администрации города Санкт-Петербург[74].
19. Гехаев Ибади Абдул-Халимович — уроженец села Улус-Керт. Известный бизнесмен в Ленинградской области. Имеет два высших образования[74].
20. Гехаев Ильмуди (Балауди) Абдул-Халимович — уроженец села Улус-Керт. Окончил Холодильный институт в городе Ленинграде (г. Санкт-Петербург), после института окончил Аспирантуру и защитил кандидатскую работу по теме «Анализ эффективности резорбционно-компрессионной теплонасосной и холодильной машины». Является кандидатом технических наук и Академиком Международной Академии Холода[74].
21. Гехаев Тамерлан Жалаудинович — уроженец села Улус-Керт. Окончил Санкт-Петербургский университет МВД России, работает в должности заместителя начальника уголовного розыска Шатоевского РОВД. Работает заместителем директора международной Академии Холода[74].
22. Дача — наиб в имамате Чечни и Дагестана. Дача стал известен в период имамата Чечни и Дагестана, сначала как старшина селения Шали, потом в должности наиба имама Шамиля. С 1845 г., заменив на посту наиба Дубу Джукаева, он возглавлял Шатоевское общество, а также горные и предгорные районы Малой и Большой Чечни от Черных гор до линии дороги из Урус-Мартана в укрепление Нестеровское[75]. Однако, есть сведения, что имам Шамиль «с семейством своим в исходе июня 1840 г.» переехал в Дачу-Борзой, откуда намерен был, судя по русским документам, «объезжать разные места и возмущать жителей»[76]. Таким образом, видно, что имам Шамиль после вынужденного ухода из Гуш-Корта[77] намеревался сделать Дачу-Борзой — селение одного из своих надежных сподвижников, расположенное у входа в Аргунское ущелье — своей резиденцией.
23. Джейрханов Юсуп-Хаджи — известный богослов ученый, арабист, востоковед, первый муфтий ЧИАССР. Председатель духовного управления мусульман Чечено-Ингушетии по 1984 год. Заслуженный учитель СССР[78].
24. Ибрагимов Абдул-Муталиб — уроженец села Старые Атаги. Участник Великой Отечественной войны. Погиб в немецком плену в декабре 1941 года под Минском, в шталаге 352 в деревне Масюковщина[79].
25. Ибрагим из Вашендароя — лекарь, который делал сложнейшие операции, в том числе и трепанацию черепа.
26. Имаев Усман Касимович — с мая 1993 года Управляющий Национальным банком ЧРИ, с июля 1994 года Генеральный прокурор, министр юстиции ЧРИ[80].

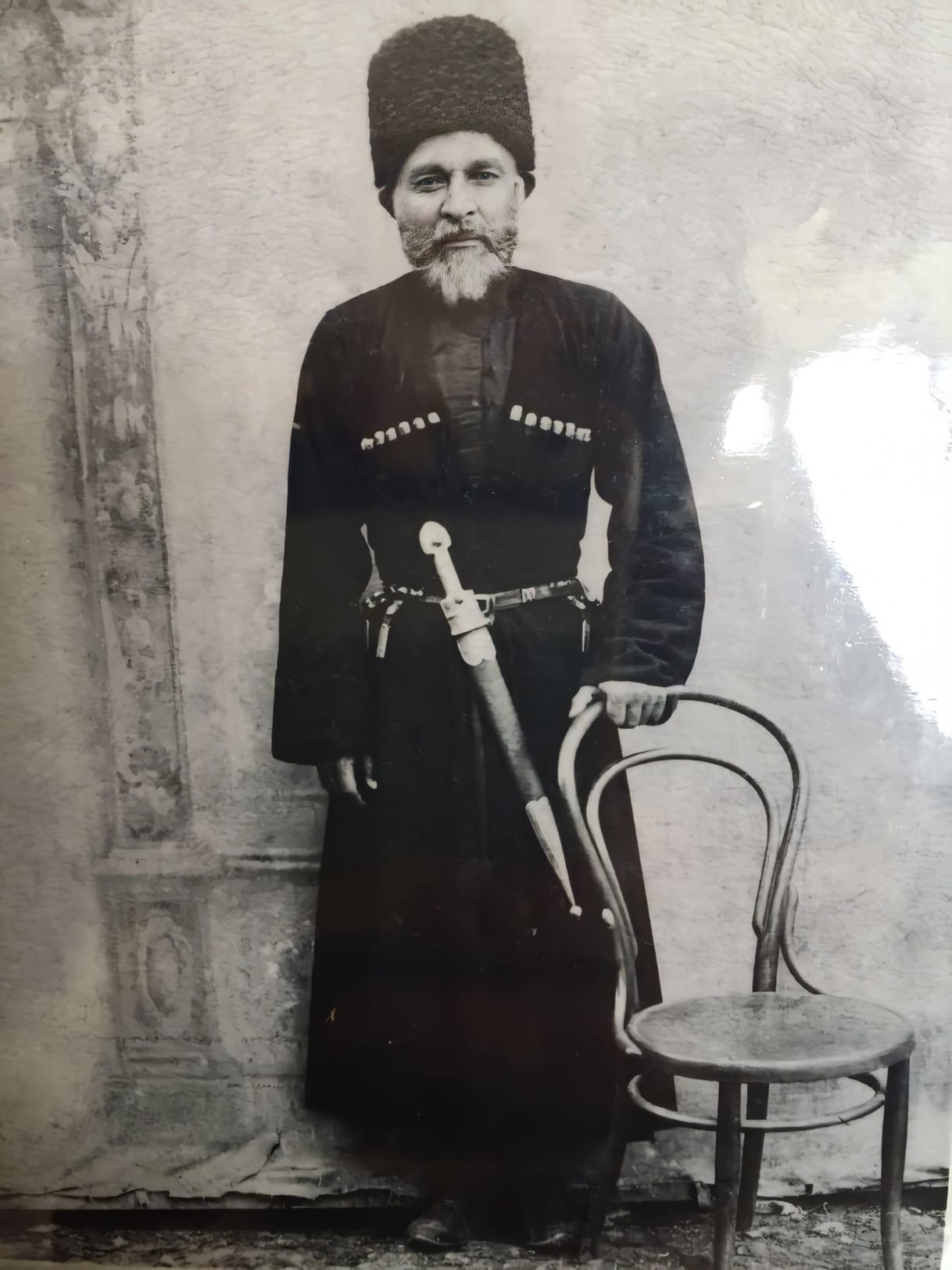

27. Магомаев Муслим Магометович — советский, азербайджанский и российский эстрадный и оперный певец, композитор. Народный артист СССР.
28. Магомадов Элли Умарович — советский тяжелоатлет, мастер спорта СССР, Заслуженный тренер России Судья Международной категории[81].
29. Макаев 1ума — урожненец села Улус-Керт. Один из возглавивших восстание чеченцев во время депортации, против набегов криминальных элементов в городе Лениногорск Усть-Каменогорского района. Отправили в Нижний Тагил в один из самых страшных лагерей, где редко кто выживал. Ума просидел в этих жутких лагерях вплоть до 1953 года[61].
30. Сулейманов Юнади Русланович — художник, педагог[82].
31. Хайтаев Ваха Маулдиевич 1955—2008 гг.(с. Дачу-Борзой) Окончил Северо-Кавказкий строительный технический техникум, ГНИ им. Миллионщикова. Являлся президентом федерации шашек Чеченской Республике. Неоднократный призер ЮФО по шашкам. Многократный чемпион Чечено-Ингушетии по русским и международным шашкам, многократный чемпион Чеченской Республике по шашкам. Международный арбитр. Воспитал призера Чемпионата России и мира, победителя Кубка России[83].
32. Шамаев Ахьмад-хаджи — ученый богослов, муфтий Чеченской Республики с 2000 года по 2005 годы[84][85], в наст. время зам. муфтия ДУМ РФ.
33. Шамиль — известный мастер — изготовитель клинков, живший в сер. XIX — нач. XX вв. в Вашандарое[86].